# 채염

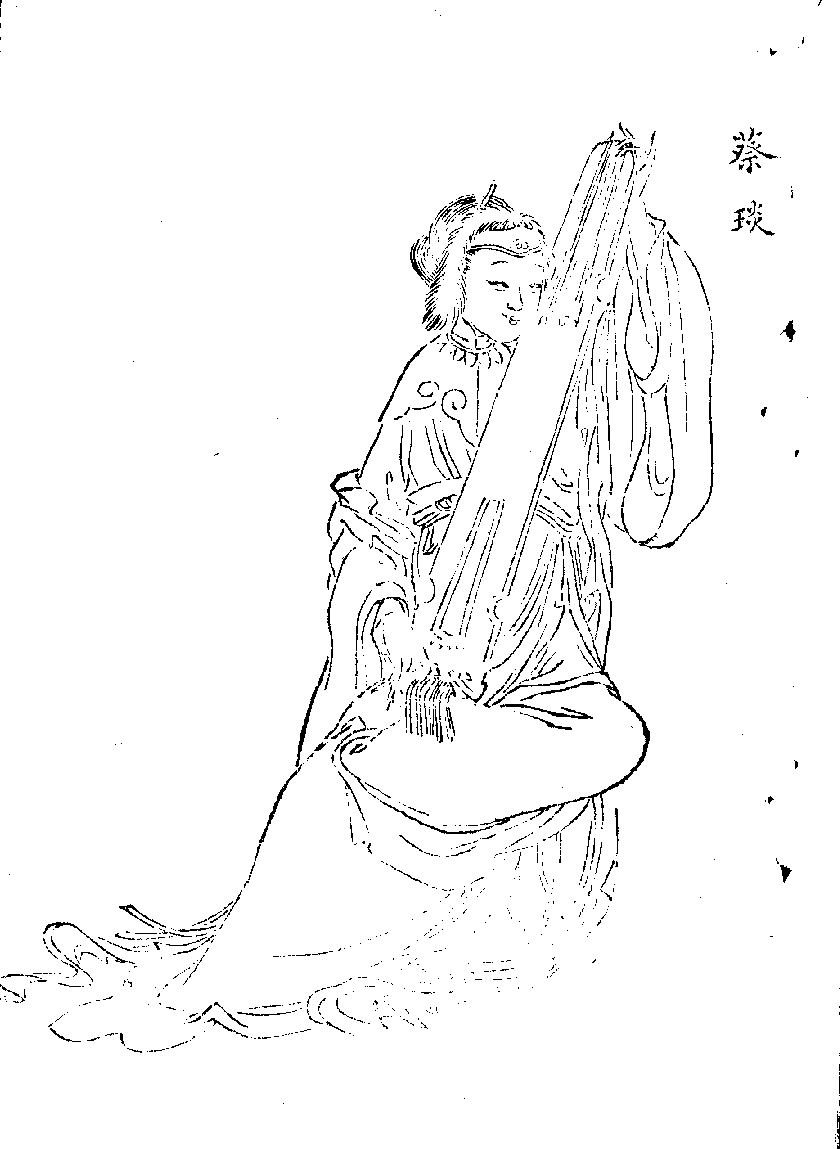
채염

채염(蔡琰, 177년 ~ 239년)은 중국 후한말의 시인이다. 채문희라는 이름으로 유명하지만, 문희(文姬)는 자이다. 진류(현재의 허난성 치 현) 출신으로 후한의 중신 채옹의 딸이다. 시재에 능했던 것으로 알려져 있으며, 호가십팔박(胡笳十八拍)을 지었다고도 전해진다.
왕이, 장춘화, 보연사와 함께 이름이 정확히 역사서에 기재된 몇 안되는 삼국시대 여성이다.

## 생애

### 흉노에 납치되다.
하동의 위중도(衛仲道)의 아내가 되지만 사별하였다.
195년(흥평 2년), 동탁의 잔당에 의해서 난이 일어나면서, 친가에 돌아간 채염은 흉노의 기마병에게 납치되어 마침내 남 흉노의 좌현왕 유표에게 측실로 가게 되었다. 거기서 좌현왕 유표와 사이에 쌍둥이를 낳았다.

### 귀국 후
12년 후의 207년, 채옹의 후계자가 없는 것을 아까워한 조조가, 재보를 몸값으로 흉노 측에 지불하는 것에 의해서 귀국했다(그 때, 아이를 흉노에게 남겼다). 그 후, 동향 출신의 동사(董祀)에 시집간다. 아버지 채옹의 잃어버린 저서를 암기하여 채옹의 저서들을 복원했다.

### 작품
현존하는 시로서 〈호가십팔박〉과 〈비분시〉 2수가 전해지고 있어, 스스로의 파란의 인생을 엮은 작품이다. 〈호가십팔박〉에 대해서는, 후세의 산물이라고 하는 설도 있다. 또한 채염의 인생을 소재로 한 작품에, 북경의 이화원의 장랑에 그려진 〈문희귀한도〉, 곽말약의 희곡 등이 있다.

## 《삼국지연의》에서의 채염
채옹의 딸로 좌현왕 유표에게 붙잡혀가 측실로 가게 되었다. 이에 조조가 좌현왕 유표를 공격해 채염을 구출하고 동향 출신의 동사에게 시집을 갔다. 그 후 219년, 조조가 한중으로 가는 도중 채염의 집에 들리게 되는데, 이때 채옹이 썼던 유언장의 수수께끼를 풀기도 하였다.

## 같이 보기
- 삼국지 인물 목록